# Taper (Faseroptik)
Ein Taper ist ein faseroptisches Bauteil, das zwei Lichtwellenleiter (LWL) mit unterschiedlichen Radien {\displaystyle r_{1}} und {\displaystyle r_{2}} miteinander verbindet.
Die Leistungsübertragung eines Tapers zwischen Fasern gleicher numerischer Apertur (NA) in Richtung des geringeren Radius errechnet sich aus:
{\displaystyle P_{\mathrm {end} }=\left({\frac {r_{2}}{r_{1}}}\right)^{2}\cdot P_{\mathrm {start} }}
Das bedeutet, dass alles Licht einer Faser großen Kernquerschnitts verloren geht, welches nicht in den kleineren Querschnitt „passt“. Das gilt auch bei kegelförmigen Tapern.
Aus einer dünnen Faser kann dagegen alles Licht in eine dickere Faser gleicher NA übertreten.
Hat die speisende Faser jedoch eine geringere NA als die (dünnere) angeschlossene Faser, kann ein größerer Anteil, als es der obige Zusammenhang beschreibt, übertragen werden. Voraussetzung ist, dass der (kegelförmige) Taper selbst ebenfalls eine hohe NA besitzt. Das kann erreicht werden, indem dieser zum Beispiel kein cladding trägt – dessen Oberfläche muss daher freistehend sein.
Man kann die Verhältnisse auch mit dem Zweiten Hauptsatz der Thermodynamik erklären, nach dem die Entropie ohne Energiezufuhr nur zu- nicht abnehmen kann: die in einer dünnen Faser mit kleiner NA wohlgeordneten Photonen können sich zwar in eine dickere Faser ausbreiten (die Entropie nimmt dabei zu), aus einer solchen in eine dünnere gelingt das nur unter Verlusten. Auch bei fokussierenden Linsen zur Kopplung der beiden Faserenden gilt der gleiche Zusammenhang wie oben.